# Podabrus alpinus
Podabrus alpinus är en skalbaggsart som först beskrevs av Gustaf von Paykull 1798.  Podabrus alpinus ingår i släktet Podabrus, och familjen flugbaggar. Arten är reproducerande i Sverige.